# باب سوق القماش

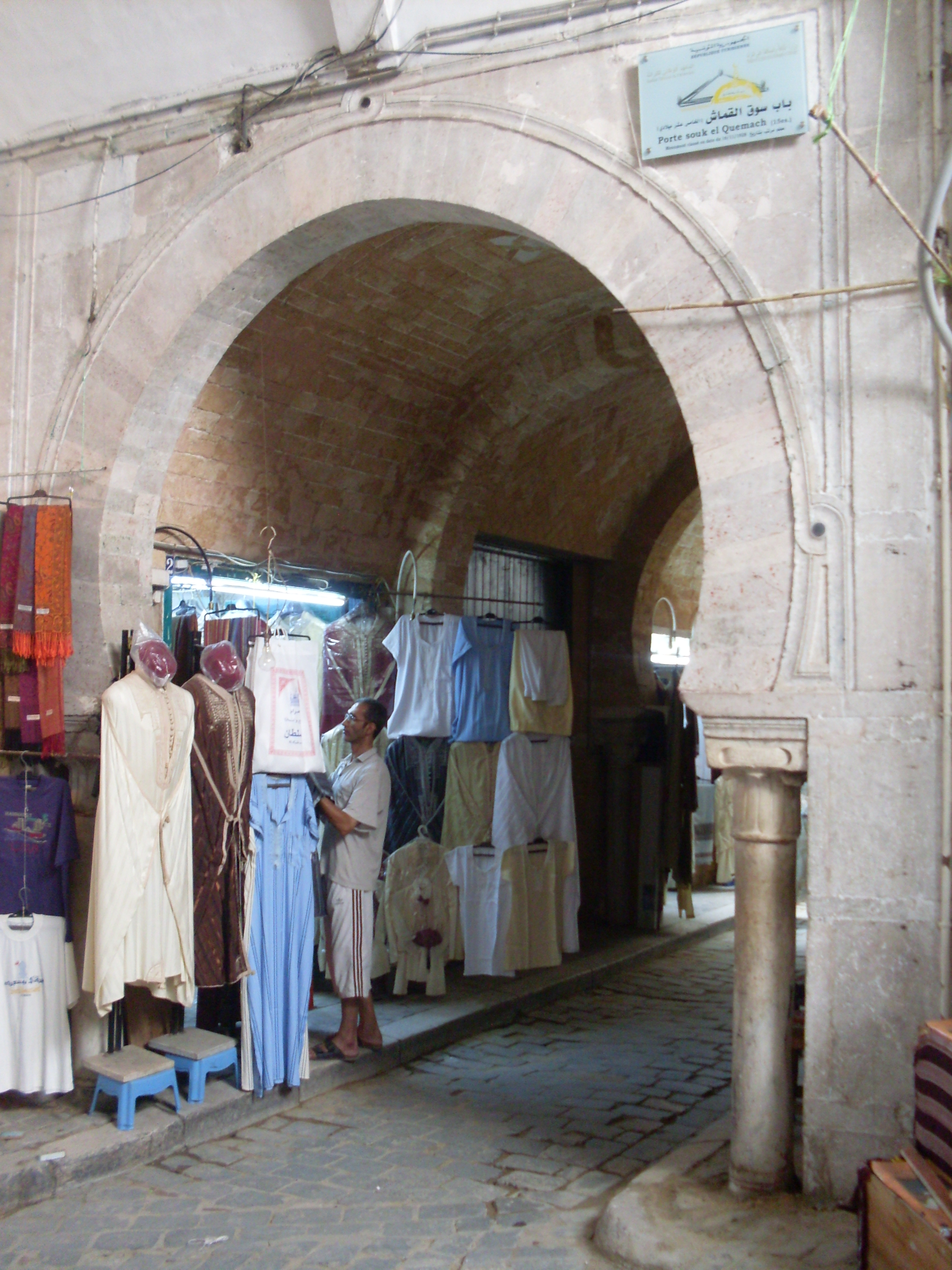
باب سوق القماش

باب سوق القماش، هو أحد أبواب مدينة تونس العتيقة، بني في القرن القرن الخامس عشر الميلادي.